# Lucélia Ribeiro
Lucélia de Carvalho Ribeiro Brose (Brasília, 12 de abril, 1978) é uma carateca brasileira, tetracampeã pan-americana. Foi a primeira atleta brasileira a conquistar quatro medalhas de ouro em jogos pan-americanos consecutivos, fato inédito no esporte brasileiro.

## Trajetória esportiva
Lucélia começou a praticar caraté aos oito anos de idade, escondida dos pais.
Em 1999 conquistou pela primeira vez a medalha de ouro nos Jogos Pan-Americanos de Winnipeg aos 21 anos.
Em 2003 venceu a canadense Varasthe Nassim para conquistar o segundo ouro consecutivo. 
Em 2007 conquistou o tricampeonato em Jogos Pan-Americanos, vencendo na final a colombiana Ana Escandón. Ainda em 2007, Lucélia recebeu pela quarta vez o Prêmio Brasil Olímpico como a melhor atleta do caratê nacional.
Em 2011 conquistou pela quarta vez a medalha de ouro nos Jogos Pan-Americanos de Guadalajara, ao vencer mexicana Yadira Lira na final da categoria até 68 kg.

## Vida pessoal
Lucélia é casada desde 2010 com o atleta Douglas Brose, com quem teve o primeiro filho em 2014.